# Natalja Alexandrowna Rosenel

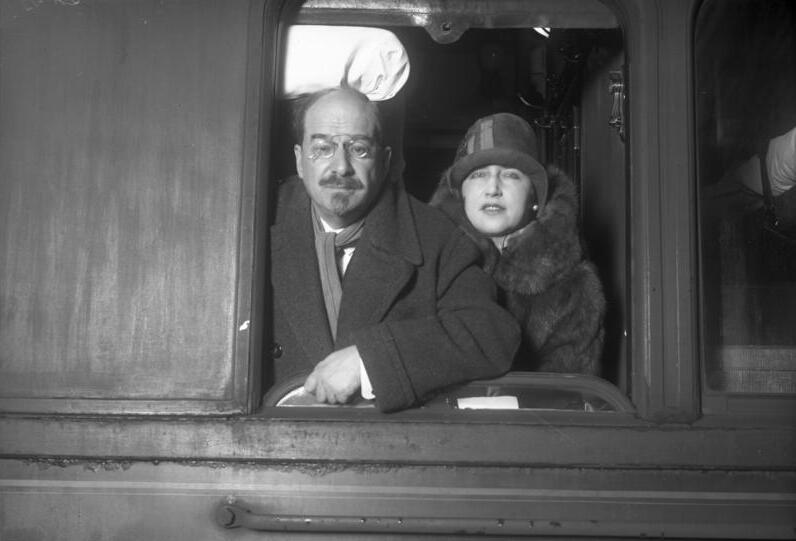
Rosenel mit ihrem zweiten Ehemann Anatoli Lunatscharski auf der Durchreise in Berlin 1927

Natalja Alexandrowna Rosenel (russisch Ната́лья Алекса́ндровна Розене́ль; * 1900; † 1962 in Moskau) war eine sowjetische Schauspielerin der Stummfilmzeit. 
1922–1933 war sie verheiratet mit dem sowjetischen Politiker Anatoli Lunatscharski. Sie war die Schwester des Komponisten Ilja Saz, dem Vater von Natalija Saz.

## Filme (Auswahl)
- 1926: Die Bärenhochzeit (Медвежья свадьба, Regie: Wladimir Gardin)
- 1926: Miss Mend (Мисс Менд, Regie: Fjodor Ozep)
- 1928: Salamandra (Саламандра, Regie: Grigori Roschal)
- 1928: Der Fall des Staatsanwalts M... (Regie: Rudolf Meinert)